# Винуа, Жозеф
Жозеф Винуа (10 августа 1800[…], Сент-Этьен-де-Сен-Жуар, Первая Французская республика — 29 апреля 1880, Париж, Франция) — французский офицер, дивизионный генерал. Участник Французского завоевания Алжира, Крымской войны, Австро-итало-французской войны, Франко-прусской войны. Сенатор Франции.

## Биография
Поступив в 1823 г. в королевскую гвардию, он в африканских войсках дослужился до чина полковника. Вернувшись во Францию, принял участие в государственном перевороте 2 декабря 1851 года, подавив республиканское восстание в департаменте Нижних Альп. 
В Крымскую кампанию Винуа командовал бригадой и участвовал в сражениях при Альме, Балаклаве и Инкермане и во взятии Малахова кургана. На май 1855 года - командир 2-й бригады 1-й дивизии Ф. Канронбера.
В итальянскую кампанию командовал дивизией в Сольферинском сражении. 

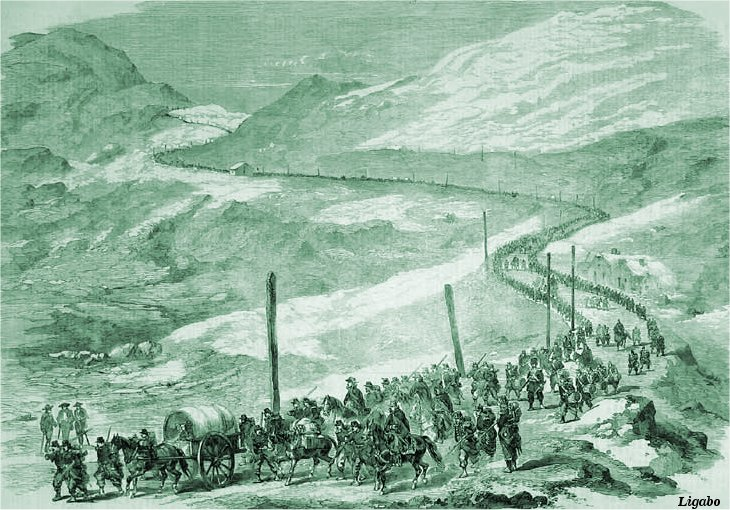
2-я дивизия генерала Жозефа Винуа, принадлежащая IV корпусу французской армии, переходит в Пьемонт через перевал Мон-Сени 5 мая 1859 года.

В франко-прусской войне Винуа командовал 13-м армейским корпусом, сосредоточенным у Мезьера. Не успев соединиться с Седанской армией, Винуа отступил к Парижу; здесь он сначала командовал 1-м корпусом второй армии, потом третьей армией, а после отставки Трошю назначен был главнокомандующим всех парижских войск. После капитуляции Парижа вёл борьбу с коммуной, но вскоре уступил командование версальской армией Мак-Магону, получив под своё начальство резервную армию.
C 6 апреля 1871 г. — Великий канцлер ордена Почётного легиона, с 1877 г. был сенатором. 